# Rosel Zech
Pour les articles homonymes, voir Zech.
Rosel Zech est une actrice allemande, née le 7 juillet 1942 à Berlin, et décédée dans cette ville le 31 août 2011.

## Biographie et carrière

### Théâtre
Rosel Zech, née à Berlin, a grandi à Hoya. Elle obtient son premier engagement théâtral pour la saison 1959-1960 au Südostbayerischen Städtetheater (aujourd'hui Landestheater Niederbayern) à Landshut, où elle débute dans le rôle de Bianca dans La mégère apprivoisée de William Shakespeare. De 1963 à 1965, elle joue au Théâtre Orchester Biel Solothurn de Bienne et au Sommertheater de Winterthur. En 1972, Peter Zadek l’engage au Théâtre (Schauspielhaus) de Bochum, dont il était le directeur jusqu'en 1979. Sa mise en scène de Hedda Gabler d’Henrik Ibsen avec Rosel Zech dans le rôle principal, a été présentée en 1977 au Berliner Theatertreffen. De 1978 à 1980, elle joue dans quatre productions de Peter Zadek au Deutsches Schauspielhaus de Hambourg. À partir de 1980, elle joue au Bayerisches Staatsschauspiel de Munich, mais aussi à Vienne, au Festival de Salzbourg et au Deutsches Schauspielhaus de Hambourg.

### Films et séries télévisées
Rosel Zech a fait ses débuts devant la caméra en 1970 dans le téléfilm Der Pott (réalisé par Peter Zadek). En 1973, elle tient un petit rôle dans La Tendresse des loups avec Kurt Raab et Margit Carstensen. Pendant le tournage, elle rencontre Rainer Werner Fassbinder, qui a produit le film et avec qui elle collaborera souvent. Dans la même année, Peter Zadek engage l'actrice pour son adaptation cinématographique du roman de Hans Fallada Et puis après ? avec Heinrich Giskes et Hannelore Hoger. D'autres films et téléfilms ont suivi, dont les adaptations cinématographiques de La Mouette d'Anton Tchekhov ou Hedda Gabler d'Henrik Ibsen.
Deux ans plus tard, dans le film Lola, une femme allemande de Rainer Werner Fassbinder elle incarne l’épouse de Mario Adorf. Du même réalisateur, dans Le Secret de Veronika Voss, elle tient le rôle principal, celui d'une actrice dépendant de la morphine. Sa performance lui vaudra l'Ours d'Or au Festival international du film de Berlin (Berlinale) en 1982
Dans les années qui suivirent, Rosel Zech se concentra principalement sur des rôles dans des séries télévisées telles Tatort, Le Renard. Depuis 2002, elle incarne la Mère Supérieure dans la série allemande Um Himmels Willen.
Sur le plan international, outre les séries télévisées, Rosel Zech se fait connaître dans le film de Percy Adlon Salmonberries (en) aux côtés de k.d. lang, film primé en 1991 au Festival des films du monde de Montréal. En outre, pour ce même film, elle reçoit en 1992 le Prix du film bavarois (Bayerischer Filmpreis), catégorie meilleure actrice.
En 2011, Rosel Zech souffre d’un cancer des os en phase terminale. Fin août 2011, elle succombe à sa maladie,.

## Distinctions[9]
- 1968 : Prix de promotion de l'Etat de Rhénanie du Nord-Westphalie (Förderpreis des Landes Nordrhein-Westfalen)
- 1976 : Prix de l’actrice de l’année décerné par le magazine Theater heute pour son rôle dans Hedda Gabler
- 1983 : Prix de l’acteur allemand (Deutscher Darstellerpreis) pour le téléfilm Mascha
- 1990 : La médaille Josef Kainz (Kainz-Medaille) de la ville de Vienne pour la pièce Eines langen Tages Reise in die Nacht
- 1991 : Le Grand Prix des Amériques au Festival des films du monde de Montréal pour Salmonberries[10]
- 1992 : Prix du film bavarois (Bayerischer Filmpreis), catégorie meilleure actrice dans Salmonberries
- 1999 : L’ordre bavarois du Mérite
- 2001 : Le prix théâtral Merkur (Merkur-Theaterpreis) du magazine munichois Merkur pour Afterplay

## Filmographie

### Au cinéma
- 1973 : La Tendresse des loups (Die Zärtlichkeit der Wölfe) de Ulli Lommel
- 1974 : Eiszeit de Peter Zadek
- 1979 : La Maladie de Hambourg (Die Hamburger Krankheit) de Peter Fleischmann
- 1980 : Mosch de Tankred Dorst
- 1981 : Heute spielen wir den boß, Wo geht's denn hier zum Film ? de Peer Raben
- 1981 : Lola, une femme allemande (Lola) de Rainer Werner Fassbinder
- 1982 : Le Secret de Veronika Voss (Die Sehnsucht der Veronika Voss) de Rainer Werner Fassbinder
- 1986 : Vermischte Nachrichten de Alexander Kluge
- 1987 : Herz mit Löffel de Richard Blank
- 1990 : Bei mir liegen Sie richtig de Ulrich Stark
- 1991 : Salmonberries (en) de Percy Adlon
- 1993 : Mr. Bluesman (de) de Sönke Wortmann
- 1995 : Hades de Herbert Achternbusch
- 1998 : Der Schlüssel
- 1999 : Aimée et Jaguar (Aimée und Jaguar) de Max Färberböck
- 2002 : Väter de Dani Levy
- 2003 : Anatomie 2 de Stefan Ruzowitzky
- 2004 : La ligne de cœur (Kammerflimmern) de Hendrik Hölzemann
- 2007 : Das Traumschiff

### À la télévision
- 1970 : Der Pott
- 1973 : Kleiner Mann, was nun?
- 1974 : Mädchen in Uniform
- 1975 : Die Möwe
- 1975 : Die Geisel
- 1977 : Die Vorstadtkrokodile
- 1978 : Hedda Gabler
- 1978 : Verführungen
- 1981 : Die Jahre vergehen
- 1981 : Der Nächste bitte
- 1980 : Der Menschenfeind
- 1981–1983 : Die Knapp-Familie (série)
- 1982 : Die Geschwister Oppermann (de)
- 1983 : Klawitter (téléfilm)
- 1983 : Mascha (téléfilm)
- 1984 : Ein fliehendes Pferd (de)
- 1984 : Julia
- 1984 : Tatort : Der Mord danach (série)
- 1985 : Innige Liebe
- 1986 : Le Renard : Blutgoldspur (série)
- 1987 : Die Bombe (téléfilm)
- 1987 : Le Renard : Verwischte Spuren (série)
- 1987 : Le Renard : Mord ist Mord (série)
- 1987 : Nebel im Fjord (téléfilm)
- 1988 : Hemingway (série)
- 1989 : Fabrik der Offiziere (série)
- 1989 : Die Bertinis (série)
- 1989 : Le Renard : Ausgestiegen (série)
- 1993 : Der rote Vogel (série)
- 1993 : Derrick: Un papa modèle (Nach acht langen Jahren) (série)[11]
- 1994 : Das Baby der schwangeren Toten (téléfilm)
- 1994 : Polizeiruf 110 : Gespenster (série)
- 1995 : Schade um Papa (série)
- 1995 : Dicke Freunde (téléfilm)
- 1995 : Neben der Zeit (téléfilm)
- 1996 : Artze : Die indische Ärztin (série)
- 1996 : Die Geliebte (série)
- 1997 : Lea Katz – Die Kriminalpsychologin: Das wilde Kind (téléfilm)
- 1997 : Terror im Namen der Liebe (téléfilm)
- 1997 : Die letzte Rettung (téléfilm)
- 1998 : Tatort : Der zweite Mann (série)
- 1998 : Tatort : Todesbote (série)
- 1999 : Siska : Blackout (série)
- 1999 : Le Renard : Im Angesicht des Todes (série)
- 1999 : Morgen gehört der Himmel dir (téléfilm)
- 1999 : Un cas pour deux : Abgebrüht (série)
- 2000 : Oh, du Fröhliche (téléfilm)
- 2001 : Ein unmöglicher Mann (série)
- 2001 : Große Liebe wider Willen (téléfilm)
- 2001 : Das Schneeparadies (téléfilm)
- 2002 : Im Visier der Zielfahnder : Die Frau ohne Namen (série)
- 2002 : Zwei Affären und eine Hochzeit (téléfilm)
- 2003 : Tatort : Veras Waffen (série)
- 2003 : Der Auftrag - Mordfall in der Heimat (téléfilm)
- 2003 : Plötzlich wieder 16 (téléfilm)
- 2003 : Stubbe – Von Fall zu Fall : Yesterday (série)
- 2004 : Tatort : Mörderspiele (série)
- 2004 : Le Renard : Tod im Morgengrauen (série)
- 2003 : Um Himmels Willen (série)
- 2005 : Rosamunde Pilcher : Segel der Liebe (série)
- 2005 : K3 - Kripo Hamburg : Fieber (série)
- 2005 : In Liebe eine Eins (téléfilm)
- 2006 : Papa und Mama (série)
- 2006 : Trois enfants sur les bras (Mr. Nanny - Ein Mann für Mama) (téléfilm)
- 2006 : Les Enquêtes d'Agatha : Die Tote im Bootshaus (série)
- 2007 : Einsatz in Hamburg : Ein sauberer Mord (série)
- 2009 : Die Rebellin de Ute Wieland
- 2009 : Der Schwarzwaldhof (série)